# Camillo Pace
Camillo Pace (Paglieta, 13 maggio 1862 – Pescara, 1948) è stato un pastore italiano di fede protestante.

## Biografia
Nato a Paglieta in Abruzzo, giovanissimo a 17 anni si arruola nella Guardia di Finanza. Finito il periodo di ferma obbligatoria inizia a dedicarsi al commercio. L'incontro con il protestantesimo e con la Chiesa Cristiana Evangelica dei Fratelli, avviene a Pescara dove Pace inizia gli studi di teologia che poi approfondirà in Inghilterra a Londra e a Plymouth. 
Dal 1889 inizia un'intensa attività di evangelizzazione in Abruzzo tra Paglieta, Gissi, Lanciano e Pescara . Qualche anno dopo, nel 1925, si trasferisce con la moglie Lucia Pace a Firenze e entra a far parte del gruppo dirigente dell'Istituto Comandi, un centro di accoglienza fondato nel 1876 da Giuseppe Comandi, per l'asilo, l'ospitalità e l'istruzione dei ragazzi orfani e senza famiglia. Nel 1928 esce, a sua firma, un trattato religioso intitolato Sant'Agostino, Vescovo d'Ippona e Dottore della Chiesa. 
Dotato di forte personalità e di un eloquio autorevole, dal 1930, alternandosi a Gino Veronesi, Pace assume la direzione del periodico settimanale "Ebenezer", una piccola testata stampata nelle sale dell'Istituto Comandi che, seppur nata nello stretto ambito della Chiesa dei Fratelli, propone scritti aperti alle istanze più moderne, mostrando interesse alla questione del protestantesimo antinazista in Germania. 
ll fatto di essere stato in gioventù, prima della sua conversione, iscritto alla massoneria , e per l'essere stato, nei suoi sermoni, dichiaratamente contro la guerra, accusato di antifascismo dal regime fascista, dal 1939 verrà perseguitato tanto da subire, nel 1942, la misura del confino in Calabria. Accettò pacificamente il tutto, secondo la volontà del Signore. Alla fine della guerra farà rientro a Pescara. Camillo Pace ebbe cinque figli tra i quali si ricordano Aurelio Pace esponente del Partito d'Azione, storico dell'UNESCO e padre dell'artista Joseph Pace, fondatore a Parigi del "Filtranisme", e Mario Vonwiller, della Chiesa Cristiana Evangelica dei Fratelli in Svizzera. Muore nel 1948 a Pescara a casa del figlio Aurelio e della nuora Franchina Cardile. 

## Scritti
- Camillo Pace, Sant'Agostino, Vescovo d'Ippona, Dottore della Chiesa, Casa Editrice Sonzogno, Milano, 1928.